# Gušće
Gušće is een plaats in de gemeente Sisak in de Kroatische provincie Sisak-Moslavina. De plaats telt 498 inwoners (2001).